# Atybe
Atybe es un género de escarabajos longicornios.

## Especies
- Atybe nyassensis Breuning, 1970
- Atybe plantii Pascoe, 1864